# Personalista (říšské stavy)

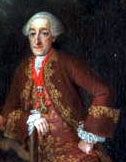
Ferdinand Bonaventura II. z Harrachu na Rohrau a Thannhausenu, od r. 1752 říšský personalista

Za personalistu byl ve Svaté říši římské označován příslušník říšských stavů, který nedisponoval buď vůbec žádným říšským bezprostředním územím nebo žádným dostatečně kvalifikovaným pro říšské stavovství. Byl osvobozen od povinnosti stavět rekruty pro říšskou armádu a říšská daň mu nebyla vyměřována z říšského bezprostředního a stavovského území, nýbrž „z hlavy“, resp. oceněním jeho nestavovských statků.

## Vznik
V pozdním středověku bylo nejen povyšování mezi říšská knížata a hrabata, ale i přijímání do říšského sněmu výlučně v rukách císaře. Postupně však císař začal povyšovat do knížecího stavu rody, které v říši žádné bezprostřední území nevlastnily (v roce 1459 povýšil císař Viktorina z Poděbrad na říšského knížete z Minstrberku, v l. 1518 a 1547 byli do říšského knížecího stavu povýšeni polští Radziwillové, r. 1553 se Don Marcantonio Doria del Carreto stal říšským knížetem z Melfi v Neapolsku. Někteří z těchto nových knížat se dočkali i přijetí na sněm, ačkoli v říši nevlastnili buďto vůbec žádné statky (pobaltský šlechtic a mistr livonské větve Německých rytířů, Wolter von Plettenberg, říšský kníže na sněmu od r. 1525) nebo jen velmi skrovné (Jindřich IV. z Plavna, purkrabí míšeňský, říšský kníže na sněmu od r. 1548). V 15. a 16. století se také zřetelně začala formovat tzv. hraběcí kolegia, složená z těch hrabat, kterým se nepodařilo zatím proniknout do řad říšských knížat. I tato stará říšská hrabata se bránila tlaku nových hrabat bez vlastního říšského hrabství, jako byli např. Šlikové, povýšeni na hrabata r. 1437 a r. 1654 přijatí do kolegia švábského. Říšské stavy se císařskému monopolu na uvádění nových, málo významných knížat a hrabat na sněm snažily bránit a především usilovaly o právní ochranu starobylosti a prestižního postavení svých rodů. Císař se zase snažil zamezit nekontrolovanému množení sněmovních hlasů ve velkých knížecích rodinách. Říšský sněm v roce 1582 pak znamenal jistý kompromis mezi oběma stranami prosazením tzv. teritoriálního principu hlasování. Nadále měl být každý hlas na říšském sněmu svázán s určitým územím a rozvětvení rodu, který takové území (knížectví) vlastnil, již nedávalo právo přidávat si nové hlasy. Nanejvýš si rod mohl svůj hlas rozdělit na díly podle svých větví. Pevná vazba mezi říšským bezprostředním územím a hlasem na sněmu sama o sobě mohla přílivu nových hlasujících knížat a hrabat zabránit. Císař ovšem dal stavům jen relativně neurčité záruky ohledně toho, že to bude právě sněm, kdo si své nové členy odhlasuje a schválí. Že vítězství stavů nebylo úplné, ukázal říšský sněm r. 1641, kdy císař navrhl přijmout na sněm 3 nová knížata, povýšená do knížecího stavu r. 1623: knížete Hohenzollern-Hechingen, Lobkowitze a Eggenberga. Sněm protestoval s odvoláním na usnesení z r. 1582 a povolil pouze přijetí rodu starých hrabat a knížat Hohenzollern-Hechingenů, nikoli titulární knížata Lobkowitze a Eggenberga, vlastnící pouhé šlechtické statky v Čechách a Rakousku, resp. v případě Lobkowitzů, malé bezprostřední panství Störnstein v Horní Falci. Protože sněm musel být kvůli smělému výpadu švédského vojska do blízkosti Řezna-sněmovního centra, předčasně rozpuštěn, byla tato otázka prozatím odložena. Vestfálský mír řešil závažnější problémy, a tak byl celý problém znovu otevřen teprve na sněmu v l. 1653-54. Eggenbergové si mezitím (roku 1647) opatřili říšské bezprostřední území v podobě okněžněného hrabství Gradišky a lobkowitzký Störnstein byl roku 1641 povýšen na okněžněné hrabství, takže Eggenberg i Lobkowitz mohli být r. 1653 přijati na sněm do kurie knížat. Do budoucna to však problém neřešilo, neboť dosavadní říšské stavy se snažily uzavírat novým členům a císař si zase na sněmu chtěl vybudovat základnu věrných vazalů. V následujícím roce 1654 se sněm konečně dohodl s císařem na tom, že novým členem sněmu v kurii knížat či v některém z hraběcích kolegií může být jen ten, kdo bude vlastnit říšské suverénní, resp. bezprostřední území, které bude sněmem uznáno jako postačující pro stavovství, a tohoto nového kandidáta musí schválit sněm. Císaři zůstalo právo navrhovat kandidáty na sněm a především neomezeně, dle vlastní vůle, povyšovat do vyšších říšských šlechtických hodností, ovšem takový titul znamenal jen šlechtickou hodnost platnou v celé říši bez toho, že by s takovým titulem byla spojena nějaká politická práva. Sněm ovšem mohl dočasně či trvale slevit i z proklamovaného teritoriálního principu a přijmout na sněm tzv. personalistu. Hodnost personalisty se obvykle udělovala na 12 let či doživotně, přičemž měl takový personalista zároveň lhůtu k opatření říšského bezprostředního území. Výjimečně mohla být ona lhůta prodloužena na trvalo. Personalistům bylo stejně jako "realistům" uloženo platit říšskou daň, i když nemuseli říšské armádě odesílat rekruty. Ustálil se též zvyk, že světští personalisté měli právo hlasovat až na konci dané rady či kolegia, což bylo významné proto, že se hlasovalo veřejně.

## Personalisté na říšském sněmu

### Knížecí rada
Knížecí kurie (rada) na říšském sněmu byla exklusivní společností chránící si svojí výlučnost. Proto se zde personalisté vyskytovali jen vzácně a vždy přechodně. V roce 1654 byl na sněm přijat jako personalista vojevůdce Ottavio Piccolomini, kterému císař r. 1650 udělil titul knížete z Minsterberka (snad šlo o připomínku starého titulu Poděbradů z r. 1459), aniž by nový kníže toto slezské knížectví/vévodství skutečně obdržel. O jeho udělení vojevůdci se pouze r. 1650 neúspěšně jednalo. Piccolomini zasedal v knížecí radě jen dva roky, když r. 1656 zemřel, jeho příbuzní zůstali jen titulárními říšskými knížaty a to knížaty „von Piccolomini d'Aragona“. Dalším personalistou se na krátkou dobu (léta 1664–1665) stal kníže Jan Ferdinand Porcia Porcia. Protože rok po svém jmenování zemřel, nestihl si již opatřit říšské bezprostřední území, ale možnost návratu na říšský sněm platila pro jeho přímé potomky. V roce 1689 sice jeho potomek kníže Franz Anton získal panství Dettensee ve Švábsku, císařem povýšené pro tento účel na okněžněné hrabství ovšem kníže nikdy nedoplatil kupní sumu prodávajícím svobodným pánům Kellerům ze Schleitheimu. Když roku 1698 vymřela původní větev Porciů, potomků Johanna Ferdinanda a sní i jednoznačný a nesporný nárok na zisk říšského stavovství, a na nového knížete Hieronyma Ascanie z příbuzné rodové větve, který majetek knížecí hodnost vymřelé pošlosti zdědil, byla pro dluhy uvalena nucená správa, museli se Porciové Dettensee zříci a vrátit jej za vrácenou finanční zálohu Kellerům ze Schleitheimu, kteří jej roku 1715 prodali okněžněnému opatství Muri. Rod Porcia již nikdy znovu členství v knížecí radě nezískal. Šťastnější osud měl kníže Ferdinand Josef z Ditrichštejna, jehož otec Maxmilián byl přijatý jako personalista na sněm r. 1654 spolu s Piccolominim, Auerspergem a řadou „realistů“. Říšská knížata jeho, původně schválené přijetí, odmítla uznat a po třicet let knížatům bránila v hlasování. Teprve r. 1678 si Ferdinand Josef od císaře levně zakoupil panství Tarasp ve švýcarském kantonu Graubünden. Císař nejprve r. 1684 povýšil panství na okněžněné hrabství a poté byl r. 1686 kníže slavnostně znovu uveden do kurie knížat. V roce 1687 pak císař podle svého předchozího slibu prohlásil Tarasp za dědičné říšské léno a udělil mu tedy říšskou bezprostřednost, i když si ponechal z titulu arcivévody rakouského lenní svrchovanost, odúmrť i právo výběru daní. Kníže však přestal být v očích sněmu personalistou a stal se „realistou“. Téměř stejný osud měl i kníže Johann Weichard z Auerspergu, přijatý roku 1654 podmínečně jako personalista do kurie knížat, který si roku 1663 od císaře zástavou opatřil švábské hrabství Thengen, které mu císař o rok později povýšil na říšské suverénní okněžněné hrabství při zachování některých svých svrchovaných práv.
Zvláštním případem je členství v kurii knížat u Thurn-Taxisů v l. 1754–1803. Ti totiž byli faktickými personalisty, ačkoli tak nebyli nazýváni. Thurn-Taxisové vlastnili od poč. 18. století v říši několik drobných bezprostředních území, která však příslušela k říšskému rytířstvu nebo byla jinak nevhodná pro stavovství. „Knížectvím“ na základě kterého byl rod r. 1754 uveden sněm, představoval říšský poštovní regál a dědičný úřad říšského poštmistra, které byly r. 1744 povýšeny císařem Karlem VII. na okněžněné říšské trůnní a korunní léno. Na tomto stavu se dlouho nic neměnilo ani poté, co rod po přijetí na sněm neustále přikupoval nové a rozsáhlejší državy, a dokonce ani poté, co císař r. 1787 povýšil rodové nejvýznamnější bezprostřední statky – švábské hrabství Friedberg-Scheer a několik okolních panství na knížectví s rodovým jménem Thurn-Taxis. Teprve r. 1803 získal rod druhý hlas na sněmu, nikoli však za knížectví Thurn-Taxis, ale za nové, sekularizacemi vzniklé knížectví Buchau. Ačkoli držitelé okněžněného trůnního poštovního léna nebyli považováni za personalisty a navíc vlastnili říšská bezprostřední území, technicky personalisty v l. 1754–1803 byli.
Byly také situace, kdy byly hodnosti personalisty udíleny stavovským suverénům či jejich nevládnoucím příbuzným z řad staroknížecích rodů. Jedním z nich byl titul "markrabě z Nómeny" držený toskánským velkovévodou a poté císařem jako náhrada za Lotrinsko, ztracené pro Lotrinky po válce o polské dědictví. Nevázalo se k němu již žádné území a císař (resp. před rokem 1745 toskánský velkovévoda) ho užíval v l. 1736–1803. Situace byla navíc ještě složitější v tom, že velkovévoda a císař František Štěpán užíval hlas za Nómeny a Falkenstein, přičemž Falkenstein byl Habsburky reálně drženým hrabstvím, byť s nepatrnou rozlohou. Císař Josef II. dokonce užíval lotrinský hlas pouze za Falkenstein, naproti tomu císaři Leopold II. a František II. naopak jen za Nómeny. Po Zakončení říšské deputace roku 1803 nahradil císař svůj hlas opět za hlas personalistický, a to hlas bývalého Knížecího biskupství Basilej, v té době rozdělené mezi Francii, Helvétskou republiku a Bádensko.
Obdobně tchán španělského krále Karla III. Habsburského, Ludvík Rudolf Brunšvický, zdědil po otci jako mladší syn Blanckenburské hrabství, povýšené císařem Josefem I. na říšské knížectví v roce 1707. Přes velikou přízeň císařského rodu, nebylo možné udělit Ludvíkovi hlas za nové knížectví bez souhlasu říšských stavů. Namísto toho mu jeho příbuzný, hannoverský kurfiřt Jiří propůjčil doživotně hlas za své Brunšvicko-grubenhagenské knížectví, aniž by se v tomto knížectví vzdal vlády. V rukou Ludvíka Rudolfa tak byl držen grubenhagenský hlas na bázi personalisty, až do chvíle, kdy po starším bratrovi roku 1731 zdědil Brunšvicko-wolfenbüttelské knížectví s hlasem realisty a grubenhagenského hlasu se vzdal.

### Hraběcí kolegia
Mnohem častěji se personalisté vyskytovali v hraběcích kolegiích říšského sněmu, která nebyla tak prestižní. I tady se však vyskytovaly rozdíly v pojetí v každém ze čtyř kolegií. Typičtí personalisté totiž byly odmítáni zejména v elitářském a protestantském Kolegiu wetterauském, sdružujícím staré říšské hraběcí rody, mnohdy povýšené do knížecího stavu. Naproti tomu v katolickém a procísařském kolegiu švábském se objevovalo mnoho císařových věrných šlechticů s majetky v Rakousku nebo v Čechách, kteří byli do kolegia přijati jako personalisté, aby hlasovali ve prospěch katolické a císařské strany. I tito personalisté však museli platit říšskou daň. Protože na rozdíl od knížecí rady představovala hraběcí kolegia čtyři oddělené subjekty, mohl tentýž šlechtic být v jednom kolegiu personalistou a v dalším realistou zároveň. V případě, že získal již jako personalista podíl na některém hlasu vymřelého rodu (a také majetkový podíl na jeho hrabství), mohl být zcela výjimečně personalistou i realistou v rámci jediného kolegia (hrabě Pückler-Limpurg).

#### Personalisté bez říšského území
Nejtypičtějším a zároveň nejméně váženým druhem personalistů, byli ti, kteří nedrželi žádné říšské bezprostřední území a do některého z kolegií se dostali především tlakem císařské strany. Být personalistou samozřejmě nebylo nic definitivního. Mezi takovými personalisty byly rody, které později získaly získaly stavovské území (Colloredo-Mannsfeldové, Šternberkové, Trauttmansdorffové, Windisch-Graetzové), ale i ti kteří již nějaké říšské stavovské území drželi skrz sňatek, ale ještě před přijetím do kolegia o něj přišli (Wurmbrand-Stuppachové a jejich podíl na hrabství Limpurg-Gaildorf), případně své říšské panství prodali po přijetí do sněmu (Kuefsteinové z Greillensteinu a jejich švábské, původně rytířské panství Hohenkrähen, získané sňatkem v r. 1683, resp. 1722), o říšskou bezprostřednost a hlas realisty přišly rozhodnutím říšského komorního soudu (hrabě Fridrich Vilém Grävenitz a jeho sestra Vilemína, kteří drželi říšské panství Weltheim, navíc v l. 1718-1732 též několik dalších bezprostředních území v říšském rytířstvu) nebo byli realisty před i v prvním období užívání hlasu personalisty (hrabě Filip Zikmund Grävenitz, který měl sňatek podíl na hrabství Limpurg-Gaildorf, ovšem nárok zanikl rozvodem).

##### Švábské kolegium
- hrabě Šlik z Passaunu – 1654-1666[23]
- hrabě Ungnad z Weissenwolffu – 1652[24]-1672[23]

- hrabě Harrach z Rohrau na Thannhausenu (linie Bruck) – 1752–1806
- hrabě Wurmbrand-Stuppach – 1726-1806 (v l. 1701–1722 realista ve Franckém kolegiu)
- hrabě Kuefstein z Greillensteinu – 1745-1806 (v l. 1737-1745 realistou)[25]
- hrabě Valdštejn-Wartenberg – poprvé přijat 1654, r. 1655 rod vyloučen (smrtí hraběte Maxmiliána), znovu přijat r. 1774, kol. r. 1792 sněm opustil
- hrabě/kníže Trauttmansdorff z Weinsbergu – po prvé 1631-1639,[26] po druhé 1654-1668,[23] po třetí a již dědičně 1778-1806 (v l. 1639–1646 realistou ve švábském kolegiu,[27] v l. 1805-1806 realistou ve franckém kolegiu)
- hrabě/kníže Khevenhüller-Metsch – 1737–1806
- hrabě/kníže Colloredo-Mannsfeld – 1737–1806 (v l. 1803–1806 realista ve franckém kolegiu)
- hrabě Šternberk – 1752–1806 (jiná větev realista v dolnorýnsko-vestfálském kolegiu v l. 1780-1806, v r. 1789 sloučení obou větví)[28]

##### Francké kolegium
- hrabě Nothaft – 1653[29]-1665[30][31]

- hrabě/kníže Windisch-Graetz – 1684-1806 (v l. 1804-1806 realista ve švábském kolegiu)
- hrabě/kníže Orsini-Rosenberg – 1683-1806
- hrabě/kníže Starhemberg – 1719-1806
- hrabě Grävenitz – 1726–1806 (v l. 1725-1739 realista za Limpurg-Gaildorf, v l. 1729-1732 realista za Weltheim)
- hrabě Pückler-Limpurg – 1740-1806 (v l. 1793-1806 realista)

##### Dolnorýnsko-vestfálské kolegium
- kníže de Ligne – 1804–1806 (v l. 1789–1804 realista)

#### Personalisté s říšským územím
Tito personalisté pocházeli z říše a vlastnili v ní i říšská bezprostřední území, tato však patřila k říšskému rytířstvu a nemohla se tedy stát državou stavovskou, opravňující hlasovat na sněmu (případně, jako v případě hrabat z Aldenburgu, k rytířstvu nepatřila, ale na stavovská ani tak povýšena nebyla). Příslušníci těchto rodů se často dočkali členství v hraběcích kolegiích na základě „urozenosti a starobylosti“ jako personalisté. Zvláštní místo mezi nimi zaujímá hrabě Giech, jehož říšské rytířské statky byly mediatizovány již r. 1796, ovšem přesto zůstal členem franckého kolegia jako personalista.

##### Francké kolegium
- hrabě Giech – 1726–1806 (v l. 1740-1806 zároveň personalista za Wolfstein)

##### Švábské kolegium
- hrabě Neipperg – 1766-1806
- hrabě Sickingen – 1791-1802

##### Wetterauské kolegium
- hrabě Schlitz, zvaný "von Görtz" – 1804–1806

##### Vestfálsko-dolnorýnské kolegium
- hrabě Aldenburg – 1663-1680 (manžel jeho vnučky, hrabě Bentinck-Aldenburg získal r. 1745 na kratičkou dobu hlas realisty, ovšem ten musel být na nátlak knížete východofríského (zároveň krále pruského) znovu stažen)[32]

#### Ostatní personalisté
Skupinou, která ve své době za personalisty považována nebyla, byli ti říšští vladaři, kteří vlastnili stará říšská stavovská hrabství či panství s právem hlasovat v kolegiu, ovšem takové statky ztratily již během 18. století svou suverenitu a byly mediatizovány, ačkoli nový zeměpán ponechal jejich bývalým svrchovaným pánům řadu autonomních práv, někdy dokonce i právo razit mince a horní regál, a sněm či konkrétní kolegium těmto rodům ponechaly jejich hlas v kolegiu za původně bezprostřední území i povinnost nejen platit říšskou daň, ale i stavět rekruty pro říšskou armádu, což u „skutečných“ personalistů nebylo. Do té skupiny patřily staré rody, sdružené ve Wetterauském kolegiu. Šlo o rod Stolbergů, resp. jejich hrabství Stolberg, Wernigerode a Hohenstein v Harzu (některé větve rodu vlastnily i skutečná bezprostřední území s právem hlasovat na sněmu) a dále o rod Schönburgů a jejich panství v saském Podkrušnohoří. Podobně hrabata z Berghu byla roku 1581 mediatizována ve prospěch Republiky spojených nizozemských provincií a ztratila hlas ve Vestfálsko-dolnorýnském hraběcím kolegiu (zcela svrchovaná nebyla ovšem nikdy). Roku 1654 se jim však podařilo opět se na sněm vrátit jako faktičtí personalisté. Hlas vyhasl až s vymřením rodu roku 1712, dědicové bývalého říšského panství a nyní nizozemského závislého hrabství Bergh: švábští Hohenzollernové, již hlas za Bergh na sněmu neobdrželi. Ačkoli tedy hrabata z Berghu nebyla označována za personalisty, je zřejmé, že sněmovní hlas byl vázán již spíše na rod, než na držbu závislého území.
V některých případech se hlas personalisty vázal na dědictví v podobě území, které ztratilo dřívější říšskou bezprostřednost Toto byl případ hraběte Platena z Hallermundu, od r. 1709 personalisty ve Vestfálsko-dolnorýnském kolegiu. Hraběti Franzi Ernestovi, oblíbenci kurfiřta hannoverského, bylo v roce 1706 kurfiřtem uděleno v léno bývalé říšské hrabství Hallermund (Hallermünde), již téměř 300 let v držení Hannoverských. Toto oblénění však neznamenalo nic více, než titul hraběte z Halermundu, status říšského suveréna a právo zasedat ve Vestfálském kolegiu za Hallermund. Kurfiřt se vzdal titulu hraběte z Hallermundu i dalších práv, ponechal si však celé území, majetek i příjmy z hrabství, které navíc v rámci Hannoverska tvořilo správní okres Hallermund. V matrikách říšského sněmu se tak objevoval kuriózní zápis: „hrabství Hallermund od hraběte von Platen – personalisty“.
Totéž se stalo v případě říšského hrabství Wolfstein, kde r. 1740 vymřela domácí dynastie. Ačkoli hrabství spolu s panstvím Sulzbürg-Pyrbaum ve Franckém kolegiu připadlo kurfiřtu bavorskému, hlas na sněmu zdědili napůl hrabě Giech a kníže Hohenlohe-Kirchberg, oba již členové kolegia z dřívějšího období a drželi jej od r. 1740 až do zániku říše.
Podobně zvláštní, ale obsahově jiná situace byla v případě knížat Hohenzollern-Sigmaringen. Ti drželi stavovské (okněžněné) hrabství Sigmaringen ve Švábském hraběcím kolegiu, jehož suverenitu si ovšem nárokovali Habsburkové jako součást tzv. Předních Rakous. Knížata proto na sněmu hlasovala za (okněžněné) hrabství Zollern, zvané také knížectví Hohenzollern, kterému ovšem vládla příbuzná knížata z rodu Hohenzollern-Hechingen, sama zastoupená za ono území v říšské radě. Za personalisty však sigmaringenská linie Hohenzollernů považovaná nebyla, spíše občas vedly protesty císaře k tomu, že knížata svého hlasu v některých letech nevyužívala. Po povýšení knížat do knížecí rady Říšského sněmu v roce 1803 byl spor definitivně ukončen a knížatům přiznán status "realisty".
Díky protestům říšského rytířstva zůstal personalistou Wolf Konrad z Rechbergu, který byl roku 1607 povýšen do hraběcího stavu. V roce 1613 bylo jeho rytířské panství Rechberg povýšeno na hrabství a hrabě byl zároveň přijat do Švábského kolegia jako realista. Protože ovšem rytířstvo protestovalo proti vyřazení Rechbergů ze svých řad a proti zmenšení majetku rytířstva. Protest byl úspěšný a hrabě ještě téhož roku přijal status personalisty, v němž setrval do smrti v roce 1617. Smrtí jeho syna Viléma Lva, který již k říšským stavům-personalistům nepatřil, vymřela hraběcí větev Rechbergů o pouhý jeden rok později. Tak zanikl i sám hraběcí titul, který byl obnoven, přesněji řečeno přenesen na jinou větev až diplomem bavorského krále z roku 1810.

### Duchovní personalisté
Personalisté se zcela výjimečně objevovali i mezi duchovními knížaty. Vždy bylo důvodem předchozí obsazení těchto duchovních území nějakým mimoříšským suverénem. Již v 15. století se tak stal z realisty personalistou kníže-biskup ze švýcarského Churu a po francouzsko-nizozemské válce, r. 1679 se personalistou stal i kníže-arcibiskup z Besançonu, který však práva hlasovat na sněmu nevyužíval, aby, jako francouzský poddaný, příliš nedráždil svého nového krále. Z knížecích prelátů v radě říšských knížat byl personalistou probošt kolegiátní kapituly v lotrinském Wissembourgu, jehož úřad byl od roku 1546 personálně spojen s úřadem biskupa ve Špýru a jehož území bylo od roku 1679 pod kontrolou Francie. Přesto probošt zůstal říšským knížetem-personalistou až do Francouzské revoluce.
Kláštery St. Georg v Isny a Baindt ve Švábském prelátském kolegiu a okněžněné kláštery St. Emmeram, Obermünster a Niedermünster v Řezně, stejně jako okněžněné kláštery Gandersheim a Herford v Porýnském prelátském kolegiu nevlastnily žádné bezprostřední říšské území kromě klášterů samotných, resp. klášterních budov, dvorů a zahrad, za personalisty však považovány nebyly.

## Personalisté v krajských sněmech
Vedle personalistů říšského sněmu se občas objevovali také personalisté sněmů krajských. Tyto personalisty vždy navrhoval k přijetí některý ze stávajících členů sněmu a o jejich přijetí hlasoval celý krajský sněm. Císaři, na rozdíl od poměrů v říšském sněmu, nepříslušelo právo nové členy, personalisty i realisty, navrhovat, ale jen potvrzovat (nebyl-li ovšem v konkrétním krajském sněmu sám zastoupen skrze některé své bezprostřední území, pak navrhovat přirozeně mohl). Z hlediska platby říšské daně a osvobození od verbování rekrutů byla situace stejná, jako na říšském sněmu. Oproti říšskému sněmu se světští personalisté v krajích objevovali vzácně. O to častější byli duchovní personalisté, kteří tak ale většinou nebyli nazýváni ani za ně považováni (viz výše). Konkrétní zařazení personalisty záviselo na vnitřním uspořádání krajského sněmu, resp. na počtu suverénů v daném kraji. Kraje s malým počtem členů (např. rakouský nebo burgundský kraj) mívaly jen jedno kolegium pro všechny krajské stavy, jiné, jako např. bavorský kraj, mívaly od sebe oddělené jen světské a duchovní stavy, ale některé, např. švábský nebo francký kraj s velkým počtem členů kopírovaly organizačně složitou strukturu říšského sněmu.

### Světští personalisté
Existovali pouze dva světští krajští personalisté, v obou případech knížata. Prvním byl kníže Thurn-Taxis, zasedající skrze velkorysé finanční příspěvky od r. 1704 na krajském sněmu Kraje porýnských kurfiřtství (též Falckého kraje). Svou pozici neopustil on ani jeho potomci ani potom, co v jiných částech říše získal bezprostřední území a nakonec i říšské stavovství. Druhým byl od roku 1712, rok po svém povýšení do knížecího stavu v roce 1711, kníže Löwenstein-Wertheim-Rochefort a to v Kraji franckém, resp. v krajské kurii knížat. V tomtéž kraji byl kníže přitom vedle svého nově získaného hlasu personalisty od počátku zastoupen polovičním podílem na rodovém hrabství Wertheim v krajské kurii hrabat. Hrabství i hlas sdílel s evangelickými příbuznými z větve Löwenstein-Wertheim-Virneburg. Knížeti, dříve hraběti, tu od konce 17. století náležel úřad císařského zplnomocněnce krajského sněmu a také quasi-čestné předsednictví na sněmu, ačkoli formálně byl krajským předsedajícím bamberský kníže-biskup.

### Duchovní personalisté
V krajských sněmech se stejně jako na sněmu říšském vyskytovali říšští preláti bez bezprostředního území (např. klášter St. Emmeram v Řezně či ženský konvent v Herfordu). Za jakýsi "opak personalisty" či zvláštní druh personalisty v řadách krajských prelátů bychom mohli označit knížete-opata ze St. Gallenu, jehož švýcarské okněžněné opatství bylo spravováno společně opatem i švýcarskou vládou, ačkoli klášter měl do r. 1803 téměř suverénní postavení a stálo politicky mimo říši. Klášter nadále vlastnil panství Neu-Ravensburg v říši a švábském kraji, ale toto panství nebylo považováno samo za stavovské území. Stejná situace byla i v případě okněžněného opatství Muri a jeho švábského panství Dettensee, které bylo švábskému kraji poplatné, ale nebylo spojeno s krajským stavovstvím.
Navíc se v krajích vyskytovali i duchovní personalisté, kteří byli "čistými personalisty" bez držby jakéhokoli bezprostředního území. Tito navíc nepatřili k říšským, ale jen ke krajským stavům. V 16. století byli takovými personalisty knížata-biskupové z Lavantu, Seckau a Gurku v rakouském kraji a kníže-biskup z Chiemsee v Bavorském kraji. Až do zániku Svaté říše patřili k personalistům rakouského kraje zemští komtuři Řádu německých rytířů z bailivy "Na Adiži a v horách" (německy An der Etsch und im Gebirge), která zahrnovala přibližně území Tyrolska a bailivy "Rakousko" se sídlem ve Vídni.

## Personalisté v říšském rytířstvu
Institut personalisty znalo také svobodné říšské rytířstvo. Zde však šlo výhradně o rytířské rody, jejichž bezprostřední statky, resp. jejich svrchovanost padly za oběť některému mocnějšímu říšskému suverénu. Rady rytířských kantonů v takových případech většinou ponechaly původní rody v kantonu s právem hlasovat. Protože rytířské kantony neplatily, alespoň oficiálně, říšskou daň a především nestavěly rekruty pro armádu, odpadaly tyto otázky, obvyklé u říšských stavů. Při výběru malé sumy určené na chod správy kantonu a pořádání kantonálních sněmů stejně jako při výběru „mimořádných a dobrovolných příspěvků“ na turecké, případně jiné říšské válečné konflikty, nebyl činěn rozdíl mezi rytířskými realisty a personalisty. Císař neměl formální právo hovořit do otázek přijímání a vylučování členů rytířstva, ať už šlo o personalisty či realisty, ovšem vzhledem k tradičně dobrým vztahům rytířstva s císařem mohl panovník danou záležitost ovlivnit neformálně. V praxi se to ovšem nestávalo a císař ponechával rytířstvu jeho svobody. Mezi rytířské personalisty patřil např. v letech 1726-46 rod Bode v kantonu Kocher v švábském rytířském kraji či rod Zobel zu Giebelstadt, jenž byl ve stejném kantonu personalistou v letech 1727-70 poté, co prodal svůj rytířský statek Freudental, zděděný roku 1717 po svobodných pánech von Thüngen (další větve Zobelů byly realisty v jiných kantonech). V roce 1764 byl ministr saské tajné státní konference, hrabě Mikuláš Vilibald z Gersdorfu přijat jako personalista do kantonu Odenwald ve franckém rytířském kraji. Po roce 1679/85 připadly statky alsaského říšského rytířstva pod svrchovanost Francie. Jejich vlastníci ovšem nepozbyli politických práv a ani dobové prameny je neoznačují za personalisty, nýbrž za plnoprávné rytíře. Vedle rytířů patřili k říšskému rytířstvu všichni ti, kteří si zakoupili nebo jinak získali rytířský statek: říšská a hrabata, titulární šlechta, říšská města, univerzity, preláti atd. V případě prelátů mohlo jít výjimečně i o personalisty, přijaté do rytířstva bez vlastnictví některého kantonálního rytířského panství. Mezi takové výjimky patřil probošt katedrální kapituly v Mohuči (kanton střední Rýn v porýnském rytířském kraji) či představený kartouzy v Grünau (Kanton Odenwald).